# Хлорид нитрозила
Хлорид нитрозила (нитрозилхлорид, хлористый нитрозил, оксид-хлорид азота) — жёлтый газ, токсичен, с удушливым запахом. Обычно наблюдается как продукт процесса разложения царской водки — смеси соляной и азотной кислот. Из оксид-галогенидов азота известны также фторид нитрозила NOF и бромид нитрозила NOBr. В ряду NOF—NOCl—NOBr устойчивость оксогалогенидов уменьшается, а NOI не удалось получить.
Молекула хлорида нитрозила содержит группу —NO или ион NO+, называемый нитрозилом или нитрозонием. Образование иона NO+ (потенциал ионизации 9,27 эВ) сопровождается упрочением и укорочением связи N=О. Молекула хлорида нитрозила имеет угловую форму с sp²-гибридизацией у атома N. Дипольный момент составляет 1,90 дебай.
Хлорид нитрозила можно рассматривать как хлорангидрид азотистой кислоты.

## Свойства
- Будучи хлорангидридом азотистой кислоты, хлорид нитрозила реагирует с водой, высвобождая HNO2:

{\displaystyle {\mathsf {NOCl+H_{2}O\longrightarrow HNO_{2}+HCl\uparrow }}}
- Реагирует с галогенидами с образованием нитрозил-катиона [NO]+.
- NOCl начинает обратимо разлагаться при температуре 25–100 °C, а выше +100°C полностью разлагается на Cl2 и  NO:

{\displaystyle {\mathsf {2NOCl\rightleftarrows \ 2NO\uparrow +Cl_{2}\uparrow }}}
{\displaystyle {\mathsf {2NOCl\ \xrightarrow {>+100^{o}C} \ 2NO\uparrow +Cl_{2}\uparrow }}}
- Жидкий хлорид нитрозила способен образовывать комплексные соединения с хлоридами ряда металлов (Pt, Sn, Sb, Ti):

{\displaystyle {\mathsf {2NOCl+SnCl_{4}\rightarrow (NO)_{2}[SnCl_{6}]}}}
- Молекула NOCl легко отщепляет атом хлора, поэтому его широко используют для хлорирования. Применяется в органическом синтезе, для замещения в алкенах группами -OCl[2].
- Окисляющая способность хлорида нитрозила связана с лëгкой диссоциацией, при которой выделяется атомарный хлор.

## Получение
Хлорид нитрозила можно получать при непосредственном взаимодействии оксида азота(II) с хлором. Он также образуется при нагревании смеси соляной и азотной кислот:
{\displaystyle {\mathsf {HNO_{3}+3HCl\rightarrow Cl_{2}\uparrow +2H_{2}O+NOCl}}}
Более удобным способом получения является нагревание нитрозилсерной кислоты с хлоридом натрия:
{\displaystyle {\mathsf {NaCl+NOHSO_{4}\rightarrow NOCl+NaHSO_{4}}}}

## Токсичность
Токсичен. Раздражает легкие. Мыши и крысы переносят его значительно легче.

## Дополнительная информация
Хлорид нитрозила зарегистрирован как пищевая добавка с индексом E919.